# Frères de la doctrine chrétienne de Nancy
La congrégation des Frères de la doctrine chrétienne de Nancy est une congrégation laïque masculine de droit diocésain, aujourd'hui éteinte.

## Historique
Elle a été fondée en 1822 par Joseph Fréchard avec le soutien de l'évêque de Metz, Mgr Jauffret pour être vouée à l'enseignement primaire et à l'éducation religieuse des garçons. Elle est autorisée par ordonnance royale du 17 juillet 1822, en tant qu'« institution charitable » destinée à l'enseignement des garçons des départements de la Meuse, de la Meurthe et des Vosges et avait son siège à Vézelise, elle s'est développée en France tout au long des trois derniers quarts du XIXe siècle, par exemple à Corbigny dans la Nièvre. 
En 1912, la congrégation est unie à celle des Frères maristes.

## Autres ordres
Il ne faut pas les confondre avec les Prêtres de la doctrine chrétienne, congrégation bien antérieure. Ses membres signaient C.F.D.C.
Il existe par ailleurs la congrégation de droit pontifical dite Sœurs de la doctrine chrétienne de Nancy, ainsi que les Frères de la doctrine chrétienne de Strasbourg, desservant les écoles primaires des départements des Haut-Rhin et Bas-Rhin.